# Rachel Honderich
Rachel Honderich (* 21. April 1996 in Toronto) ist eine kanadische Badmintonspielerin. 

## Karriere
Rachel Honderich nahm 2013 an den Badminton-Juniorenweltmeisterschaften teil. Im gleichen Jahr gewann sie auch ihre erste Medaille bei den nationalen Titelkämpfen der Erwachsenen und erkämpfte sich dabei Bronze im Einzel und im Mixed. 2014 nahm sie an den Commonwealth Games teil und gewann gemeinsam mit Michelle Li die Czech International. 2021 gewann sie gemeinsam mit Kristen Tsai die Scottish Open 2021.